# Jessica Jaymes
Jessica Jaymes, pseudonimo di Jessica Redding (Anchorage, 8 marzo 1979 – Los Angeles, 17 settembre 2019), è stata un'attrice pornografica statunitense.

## Biografia

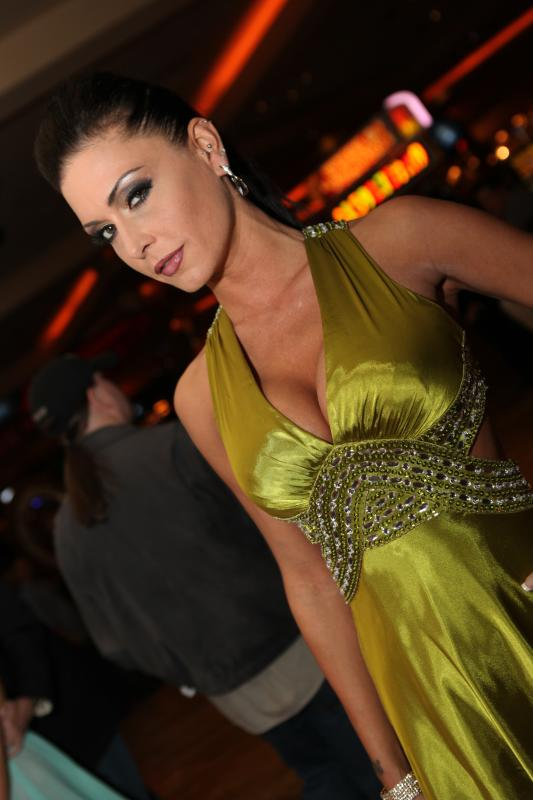
Jessica Jaymes agli AVN Awards nel 2012

Jessica Jaymes, il cui vero nome era Jessica Redding, nacque ad Anchorage, in Alaska, da una famiglia di origini francesi e ceche, ma si trasferì col padre in Arizona all'età di dieci anni. Si laureò al Rio Salado Community College di Tempe. Il suo sogno era diventare pilota di caccia, ma dopo aver terminato gli studi iniziò ad insegnare. Durante quel periodo, fece anche la spogliarellista in un locale vicino alla sua scuola.
La sua carriera nella pornografia iniziò nel 2002, quando ebbe un ragazzo che lavorava alla rivista per adulti Playtime, con sede in Arizona. La Jaymes venne quindi scelta per interpretare il film Sexhibition 9. Dopo 40 film, prese una pausa per partecipare al reality di Playboy TV Totally Busted.
A 21 anni fece una plastica al seno e si fece mettere un piercing ad entrambi i capezzoli e al clitoride.
Il 12 ottobre 2004, lei e il cantante pop Nick Lachey avrebbero avuto un rapporto sessuale in un party di addio al celibato avvenuto alla residenza sulle Hollywood Hills del proprietario della C-Note Records Cody Leibel. La Jaymes ha più tardi dichiarato al New York Post che Lachey l'aveva vista in uno show lesbico con un'altra attrice.
Dopo l"incidente", la sua carriera si è sviluppata, con l'annuncio che la Jaymes è diventata la prima attrice a firmare un contratto in esclusiva con Hustler e ad essere premiata con il titolo "Hustler Honey of the Year" award.. Da allora ha iniziato a girare con costanza anche con attori maschili.
Jessica ha anche interpretato un piccolo ruolo nella serie TV Weeds (st. 3 ep. 7). Nel 2018 è stata inserita nella Hall of Fame degli AVN Awards.
Il 17 settembre 2019 è stata trovata morta all'età di 40 anni nella sua casa a North Hills, un sobborgo di Los Angeles nella San Fernando Valley.

## Riconoscimenti
- AVN Awards
  - 2018 – Hall Of Fame - Video Branch[11]

## Filmografia
- Lady Ass Lickers 2 (2002)
- Seven Sexy Strugglers (2002)
- Backside Story (2003)

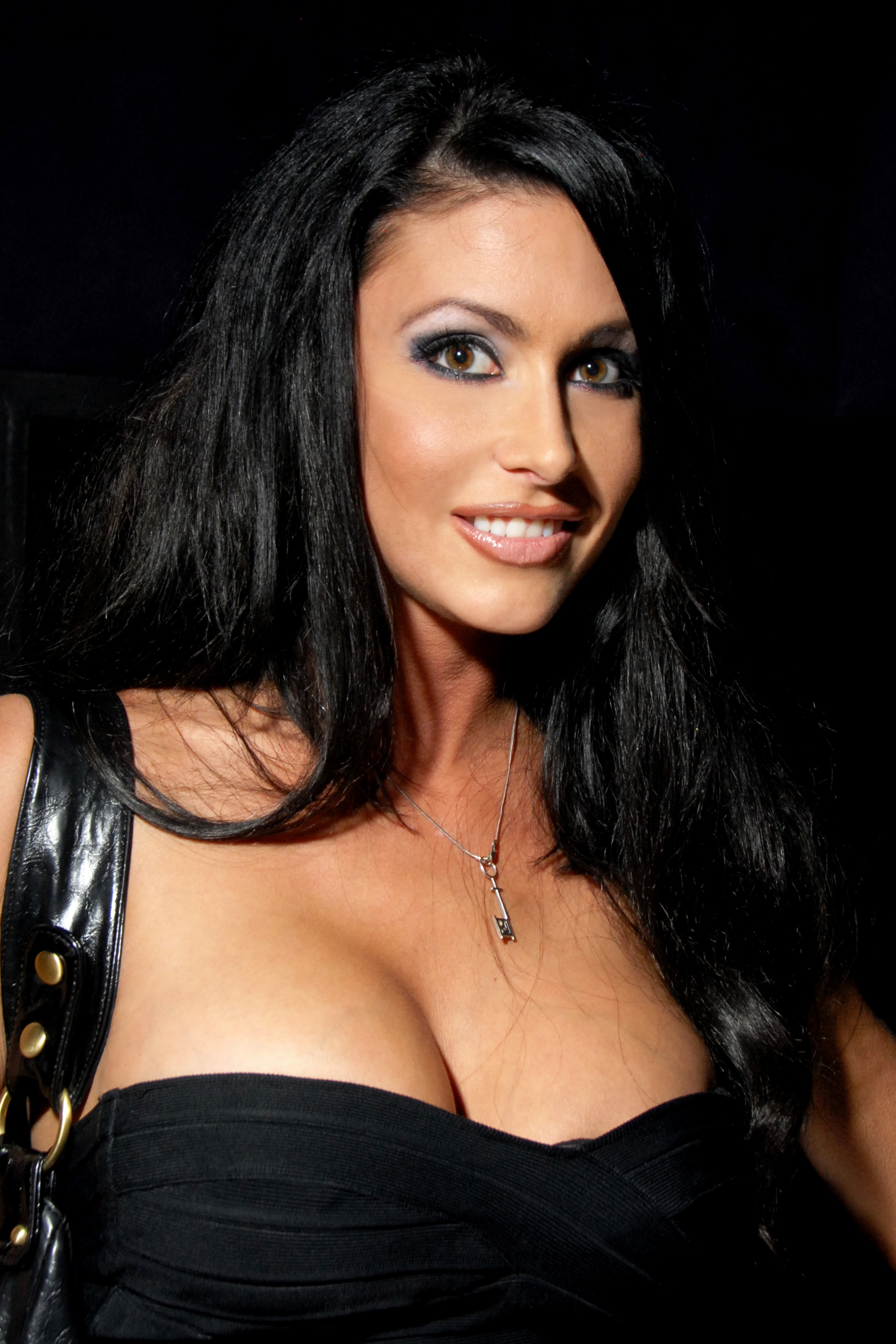
Jessica Jaymes il 2 maggio 2009 alla festa per il lancio del sito web ufficiale di Lexxi Tyler.

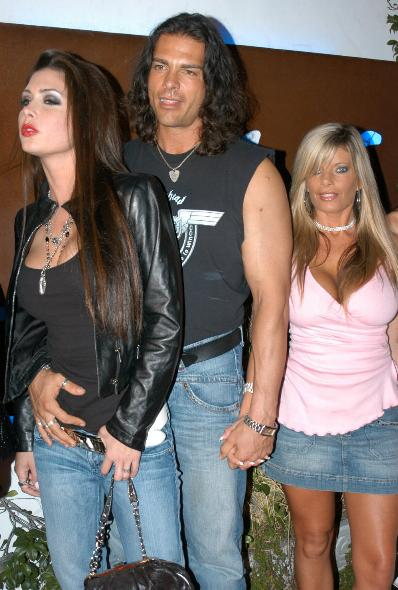
Jessica Jaymes, Nick Manning e Kristal Summers ad una festa nel 2006.

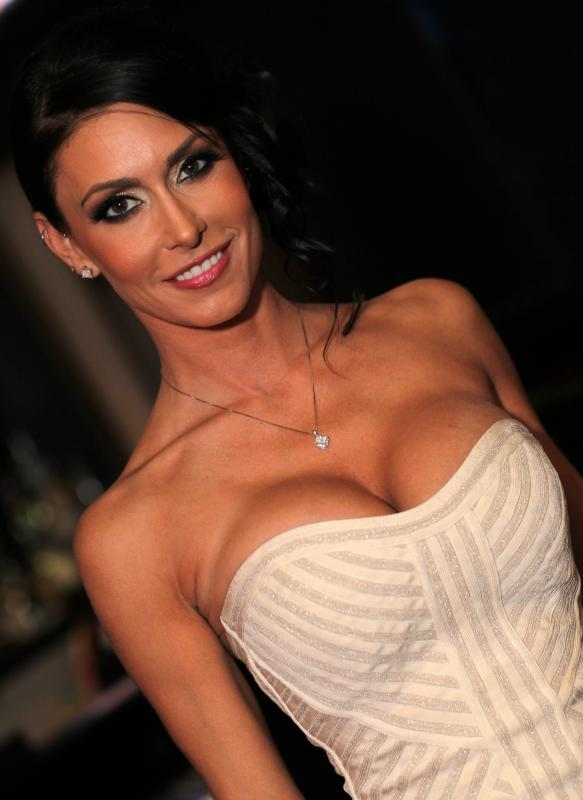
Jessica Jaymes nel 2013.

- Bob's Video 185: Curious About Jess (2003)
- Dark Dimension (2003)
- Fem Bella (2003)
- Illumination (2003)
- Island Girls (2003)
- Jack's Playground 3 (2003)
- Jesse Jane: Erotique (2003)
- Legends of Sex (2003)
- Most Beautiful Girl in the World (2003)
- Peach's Bikini Bash (2003)
- Pin-ups (2003)
- Pussy Foot'n 7 (2003)
- Sexhibition 9 (2003)
- Sinfully Yours (2003)
- Taped College Confessions 18 (2003)
- Alien Love Fantasy (2004)
- All Anal 3 (2004)
- Can You Be A Pornstar? 1 & 2 (2004)
- Chasey Meets Krystal (2004)
- Close-up 2 (2004)
- Danni's Busty Naturals: The Brunettes (2004)
- Desperate Desires (2004)
- Hustler Centerfolds 1 (2004)
- Jenna's Obsessions (2004)
- Kane's World: The Best of Kimberly Kane (2004)
- Marty Zion's Beautiful Girls (2004)
- Ripe 19: Jessica James (2004)
- Ripe 22: Amberlina Lynn (2004)
- Soloerotica 4 (2004)
- Sophisticated Sluts (2004)
- Sopornos 8 (2004)
- Stuntgirl 1 (2004)
- Teanna Kai's Club House (2004)
- Trinity And Friends (2004)
- Virtual Pleasure Ranch (2004)
- Wet (2004)
- Beauty and the Bodyguard (2005)
- Busty Beauties 16 (2005)
- Busty Beauties 17 (2005)
- Can You Be A Pornstar? 7 & 8 (2005)
- Catch of the Day (2005)
- Clam Smackers (2005)
- Cum Swallowers 1 (2005)
- Cum Swappers 3 (2005)
- De-Briefed 1 (2005)
- De-Briefed 2 (2005)
- Desperate Housewhores 2 (2005)
- Jessica Jaymes Loves Cock (2005)
- Jessica's Jet Set (2005)
- Lauren Phoenix's Pussy POV (2005)
- New Devil in Miss Jones (2005)
- Porn Identity (2005)
- Rub My Muff 3 (2005)
- Sexual Chemistry (2005)
- Taboo 4 (2005)
- Topsy Turvy (2005)
- What is Erotic? (2005)
- Whore Next Door (2005)
- American Sex Idol (2006)
- Breast Obsessed (2006)
- Contract Killers (2006)
- Perfect Women (2006)
- World Poke Her Tour (2006)
- American Porn Star 2 (2007)
- Hustler Hardcore Vault 5 (2007)
- Instigator (2007)
- InTERActive (2007)
- Anally Yours... Love, Adrianna Nicole (2008)
- Anally Yours... Love, Jada Fire (2008)
- Babes Illustrated 18 (2008)
- Desperate Housewhores: More Than A MILF (2008)
- Dreams and Desires (2008)
- Eyes Down Ass Up (2008)
- Fishnets 9 (2008)
- Footman (2008)
- Hustler's Honeys (2008)
- Porn Fidelity 17 (2008)
- Scandalous (2008)
- Slave for a Night (2008)
- Big Tits at Work 8 (2009)
- Consumer Affairs 2 (2009)
- Dirty Blondes (II) (2009)
- Sleazy Riders (2009)
- Small Town (2009)
- Big Breast Nurses 5 (2010)
- Big Tits at School 8 (2010)
- Big Tits in Sports 5 (2010)
- Busted (2010)
- Busty Beauties: The A List 5 (2010)
- Busty Ones (2010)
- Busty Solos (2010)
- Chick Flixxx (2010)
- CSI: Miami: A XXX Parody (2010)
- Department S 1 (2010)
- Hot And Mean 1 (2010)
- Janine and Jessica's Dirty Desires (2010)
- Just You And Me (2010)
- MILF Memoirs (2010)
- North Pole 74 (2010)
- Peter North's POV 23 (2010)
- PPV-3106: Jessica Jaymes J/O Encouragement (2010)
- Real Wife Stories 6 (2010)
- This Ain't Celebrity Apprentice XXX (2010)
- Twilight Zone Porn Parody (2010)
- Bikini Warriors (2011)
- Busty Ones 3 (2011)
- Doctor Adventures.com 9 (2011)
- Driven To Ecstasy 3 (2011)
- Guilty Pleasures 3 (2011)
- Killer Bodies: The Awakening (2011)
- Lesbian Spotlight: Jessica Jaymes (2011)
- Lust Bite (2011)
- Lusty Wife Sluts (2011)
- MILF Soup 19 (2011)
- Office Perverts 8 (2011)
- Pornstars Like It Big 11 (2011)
- Seduced by a Cougar 18 (2011)
- Swinging (2011)
- Titlicious 3 (2011)
- American Cocksucking Sluts 2 (2012)
- American Daydreams 10 (2012)
- Big Sexy Titties (2012)
- Big Tit Christmas 3 (2012)
- Big Tits in Sports 9 (2012)
- Big Tits in Uniform 6 (2012)
- Busty Sweethearts 3 (2012)
- Day With A Pornstar 2 (2012)
- Hot And Mean 6 (2012)
- I Have a Wife 17 (2012)
- Naughty Office 27 (2012)
- Real Wife Stories 12 (2012)
- Brazzers Fan's Choice 200th DVD (2013)
- Dirty Masseur 3 (2013)
- Dirty Rotten Mother Fuckers 6 (2013)
- My Friend's Hot Girl 4 (2013)
- My Wife's Hot Friend 17 (2013)
- Pornstars Like It Big 16 (2013)
- Swallowing Is Good For You (2013)
- Tonight's Girlfriend 11 (2013)